# Levá opozice
Levá opozice je pojem všeobecně označující seskupení v Sovětském svazu, vzniklé na podzim roku 1923 jako opoziční frakce uvnitř komunistické strany, stavící se odmítavě ke Stalinovým doktrínám a snahám získat výlučnou moc. Mimo skupiny tzv. Demokratických centralistů T. V. Sapronova jsou k Levé opozici počítáni zejména tzv. trockisté pod vedením L. D. Trockého, přechodně pak i skupina bolševiků, v jejichž čele stál Zinovjev a Kameněv.

## Vznik opozice
Vzniku levé opozice předcházelo násilné potlačení povstání v Kronštadtu (na kterém se výrazně podílel sám Trockij) a X. sjezd KSR(b), obojí roku 1921. O tomto sjezdu, kde po zákazu opozičních stran z roku 1918 došlo k zákazu frakcí, napsal později (1936) sám Trockij: „Avšak to, co podle původního úmyslu se pokládalo jen za vynucenou daň tíživým okolnostem, přišlo neobyčejně vhod byrokracii […, která] směřuje od této chvíle k tomu, jak zbavit stranické ústrojí kontroly…“
Zde je možno hledat zárodky instrumentu „diktatury stranického vedení a aparátu nad stranou samotnou“ a tedy nad celou zemí, což bylo implikováno již „principy, jimiž se řídil Lenin“. Opozice se začala formovat i proti Stalinově zahraniční politice, proti jeho tézím o socialismu v jedné zemi, proti industrializaci a kolektivizaci v jeho pojetí. I když převzetí moci Stalinovou frakcí nebylo ještě s konečnou platností rozhodnuto, bylo v této době předurčeno.
Počátkem 20. let existovalo v Rusku několik opozičních seskupení jako Dělnická skupina (Рабочая группа; Gavril Mjasnikov) nebo Dělnická pravda(Рабочая правда; Alexandr Bogdanov), zejména pak ale Dělnická opozice (Рабочая оппозиция; Alexandr Šljapnikov, Sergej Medveděv, Alexandra Kollontajová). Již jejich název dokumentoval paradoxní situaci, že ve státě, který si dělal nárok být tzv. diktaturou proletariátu, se aktivní dělnické hnutí muselo organizovat v takto pojmenovaných skupinách. Ještě roku 1921 poznamenává Trockij na adresu Dělnické opozice „… jako kdyby strana nebyla oprávněna prosadit svou diktaturu i tehdy, když se dočasně míjí s představami dělnické demokracie … to je … priorita strany, která je povinna prosadit svou diktaturu bez ohledu na dočasné kolísání dělníků…“ Tyto skupiny byly postupně zakázány; pokud byly aktivní v rámci strany, byly zatlačovány do pozadí. Dělnická skupina se ve svém manifestu z roku 1923, který byl předložen na XII. Sjezdu KSR(b), přes veškerou kritiku postavila na stranu programu KSR, byla zakázána a Mjasnikov byl zatčen.
Samotný vznik Levé opozice je zpravidla uváděn v souvislosti s tak zvanou deklarací 46 z října 1923. Tato deklarace, podepsaná 46 představiteli KSR(b) a adresovaná politbyru strany, argumentovala stejně jako již předtím zlikvidované skupiny: stranická hierarchie, profesionální straníci versus obyčejní, strnutí strany atd. K podepsaným náleželi známí bolševici jako Jevgenij Preobraženskij, Leonid Petrovič Serebrjakov, Vladimir Smirnov, Timofej Sapronov, Georgij Pjatakov a další. (Trockij sám deklaraci nepodepsal, stejnou kritiku však vyjádřil ve svém dopise o týden dříve.) V této době se iniciátoři nacházeli ještě v opozici vůči tehdejší vedoucí trojce Stalin – Zinověv – Kameněv, kteří měli podporu i Bucharina a Rykova. Začátkem roku 1925 se pak se Stalinem nepohodli i Zinověv a Kameněv, kteří založili Novou opozici. Ta však byla vzápětí na XIV. sjezdu strany v prosinci 1925 potřena, oba se připojili k Trockého opozici (krátce byl užíván pojem Spojená opozice). Mezi říjnem 1926 a listopadem 1927 byli členové této opozice odstraněni ze strany, XV. sjezd strany v prosinci 1927 pak názory opozice prohlásil za neslučitelné s učením strany.

## Čistky

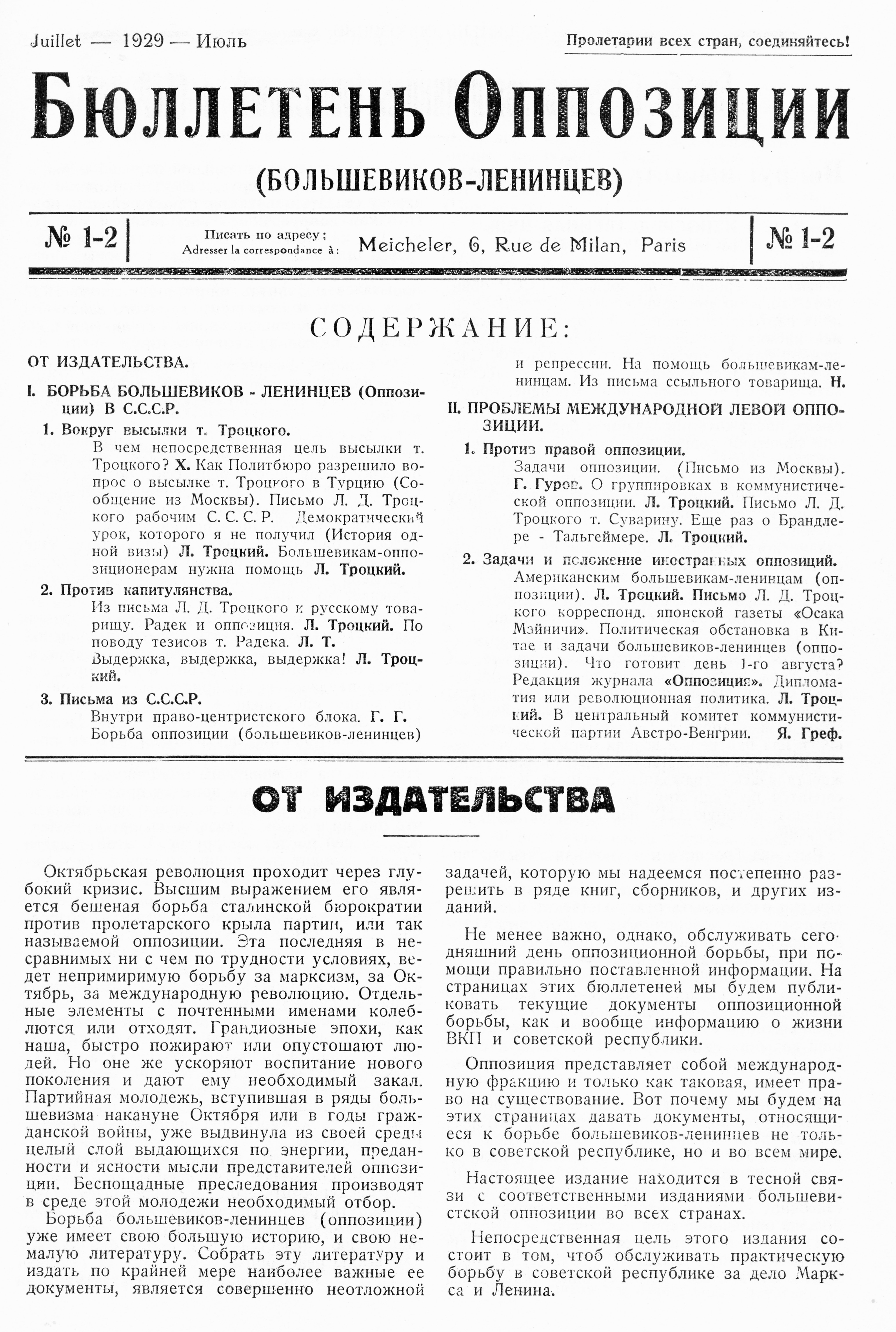
První vydání Buletýnu opozice

Po XV. sjezdu začíná konečná čistka strany: zatímco Zinověv a Kameněv „doznali svých chyb“, byl Trockij spolu se svými stoupenci vyloučen ze strany a později poslán do exilu. Sapronov byl také ze strany vyloučen a poslán na Krym, později do gulagu. V exilu se Trockij pokoušel dál o opoziční aktivitu – roku 1929 založil v Paříži Buletýn opozice (Бюллеетен оппозиции), roku 1930 založil Mezinárodní levou opozici, což měla být opoziční skupina uvnitř kominterny (její členové, a také i z členství podezřelí, byli ovšem z kominterny okamžitě vyloučeni). Trockij však zůstává věren svému přesvědčení a víře i nadále: „Neznamená zhroucení Kominterny také zhroucení státu, jenž vznikl z říjnové revoluce? … Tato myšlenka zdá se na pohled nezvratná. A přece je nesprávná.“
Roku 1933 byla Mezinárodní levá opozice přejmenována na Mezinárodní komunistickou ligu, ze které v Paříži roku 1938 vzešla Čtvrtá internacionála.

## Vedoucí členové
K vedoucím členům Levé opozice patřily především následující osobnosti:
- Lev Davidovič Trockij (1879–1940), komisař pro zahraniční věci a velitel Rudé armády
- Alexander Beloborodov (1891–1938)
- Michail Boguslavskij (1886–1937)
- Andrej Bubnov (1883–1940)
- Čchen Tu-siou (1879–1942), vedl Levou opozici v Číně
- Jakov Drobnis
- Adolf Joffe
- Josif Kosior (1893–1937)
- Nikolaj Krestinskij
- Sergej Mrachkovskij (1883–1936)
- Nikolaj Muralov (1877–1937)
- Valerian Obolenskij (znám i jako N. Osinskij) (1887–1938)
- Georgij Oppokov (1888–1937)
- Jevgenij Preobraženskij (1886–1937)
- Georgij Pjatakov (1890–1937)
- Karl Radek (1885–1939)
- Christian Rakovskij (1873–1941)
- Timofej Sapronov
- Victor Serge (1890–1947)
- Ivar Smilga (1892–1937)
- Ivan Nikitič Smirnov (1881–1936)
- Vladimir Michajlovič Smirnov (1887–1937)
- Lev Sosnovskij (1886–1937)